# Stade Hamda Laouani
Stade Hamda Laouani – wielofunkcyjny stadion w Kairuanie, w Tunezji. Został otwarty w 1999 roku. Może pomieścić 25 000 widzów. Swoje spotkania rozgrywają na nim piłkarze klubu JS Kairouan.